# ليوبولد (دوق بادن الأكبر)
ليوبولد الأول (بالألمانية: Leopold von Baden)‏ (Leopold I؛ كارلسروه، 29 أغسطس 1790 - كارلسروه، 24 أبريل 1852) تولى دوقية بادن الكبرى في عام 1830 كرابع دوقاتها الكبار.
رغم أنه ابن أصغر سناً، كان ليوبولد الابن الأول للمرغريف كارل فريدريش من زوجته المرغنطية الثانية لويزه كارولينه بارونة غير غيرسبيرغ. بما أن لويزه كارولينه لم تكن على قدم المساواة منذ الولادة مع المرغريف، اعتبر الزواج مرغنطياً بالتالي لم يكن الأبناء الناتجين قادرين على وراثة مكانة أبيهم الأميرية أو حقوق تسيرينغن السيادية لآل بادن. مـُنحت لويزه كارولينه وأبناءها ألقاب البارون والبارونة ولاحقاً الكونت أو الكونتيسة لهوخبيرغ.
اكتسبت بادن أراضي أثناء الحروب النابليونية. ونتيجة لذلك، تمت ترقية المرغريف كارل فريدريش إلى رتبة الأمير الناخب في الإمبراطورية الرومانية المقدسة. وأخذ لقب دوق بادن الأكبر مع تفكك الإمبراطورية الرومانية المقدسة سنة 1806.